# Lac souterrain de Saint-Léonard
Le lac souterrain de Saint-Léonard, situé à l'intérieur de la colline du Châtelard en Suisse, est le plus grand lac souterrain d'Europe, par ses 260 m de long sur 29 m de large. Son eau est constamment à 11 °C.

## Histoire
Le lac souterrain a été découvert en 1943 par des spéléologues. Lors du séisme de 1946 (qui a atteint 6,1 sur l'échelle de Richter), le niveau du lac s'est abaissé. La navigation y a été autorisée en 1949. L'accès a cependant été fermé en 2000, puis autorisé de nouveau en juin 2002 après que la stabilité des parois et du plafond ait été améliorée.

## Tourisme
Le lac a, depuis son ouverture en 1949, toujours été une attraction touristique populaire avec les vignes luxuriantes situées juste au-dessus. Il est équipé de trois bateaux conçus pour transporter environ 40 passagers à la fois : des visites sont organisées tous les jours du 19 mars au 1er novembre.
Plus éloignée à l'intérieur de la grotte trône la statue de sainte Barbe, sainte patronne des géologues, qui garde tous ceux qui s'aventurent sur le lac.
Trois bateaux gisent au fond du lac, ceux-ci ont volontairement été coulés afin d'ajouter un centre d'intérêt pour les visiteurs.
Des truites arc-en-ciel sont introduites pour vérifier la qualité de l'eau.
La grotte en son entier mesure 1 400 mètres de long — le lac ne mesurant que 260 mètres — mais un éboulement (visible au bout du lac) gêne l'accès, qui est réservé aux spéléologues.
De nombreuses grottes visibles depuis la route cantonale entre Saint-Léonard et Granges seraient reliées au lac.